# مجسمه سوارکاری مارشال مانرهیم
مجسمه سوارکاری مارشال مانرهیم، یک مجسمه سوارکاری برنزی از مارشال فنلاند کارل گوستاف امیل مانرهیم، ساخته آیمو توکیاینن است که در مرکز هلسینکی در خیابان مانرهایم قرار دارد. این سازه هنری در سال ۱۹۶۰ ساخته شد.
طول این مجسمه برنزی ۵٫۴ متر بوده روی یک سنگ گرانیت به مقیاس ۶٫۳ در ۶٫۳ در ۲٫۷۴ متر برافراشته شده‌است.

## پیشینه
مانرهیم از زمان جنگ داخلی فنلاند در سال ۱۹۱۸ چهره‌ای نمادین در این کشور بود و این موقعیت در طی دهه ۱۹۳۰ و جنگ جهانی دوم بیشتر شد. اولین برنامه‌ها و جمع‌آوری کمک‌های مالی برای ساخت یک مجسمه سوارکاری از وی به سال ۱۹۳۷ بر می‌گردد. پس از مرگ وی در سال ۱۹۵۱، با ابتکار اتحادیه دانشجویان دانشگاه هلسینکی این برنامه‌ها دوباره سروشکل گرفت. در طول کمپین جمع‌آوری کمک مالی، ۷۳۷۵۰۳ نفر از مردم فنلاند بیش از ۷۸ میلیون مارک در سال ۱۹۵۲ اهدا کردند. این رقم بودجه نه تنها برای ریختن مجسمه بلکه برای خرید عمارت، محل تولد مانرهیم، برای تغییرکاربری به موزه کافی بود.
توکیاینن یک مجسمه واقع‌گرایانه و دقیق از مانرهایم اسب سوار ساخت. منتقدان و کارشناسان دنیای هنر هنگام رونمایی از آن در دهه ۱۹۶۰ آن را قدیمی دانستند. چرا که توکیاینن در آثار معاصر خود قبلاً از رئالیسم پیشی گرفته بود.

## اسب مجسمه مانرهایم
در مورد ویژگی‌های اسب، راه رفتن آن و اینکه واقعاً کدام یک از اسب‌های مارشال مانرهایم را نشان می‌دهد، بسیار بحث شده‌است. مانرهیم خود صاحب چندین اسب بود؛ و توکیاینن هنگام کار بر روی مجسمه، ویژگی‌های کاتی (Käthy) آخرین اسب مانرهیم را مطالعه کرد، اما به‌طور کلی اسب مجسمه، پرتره‌ای از کاتی نیست.

## کیاسما
در سال ۱۹۹۰ موزه هنرهای معاصر هلسینکی موسوم به کیاسما در نزدیکی این مجسمه در خیابان مانرهیم افتتاح شد.

## نگارخانه

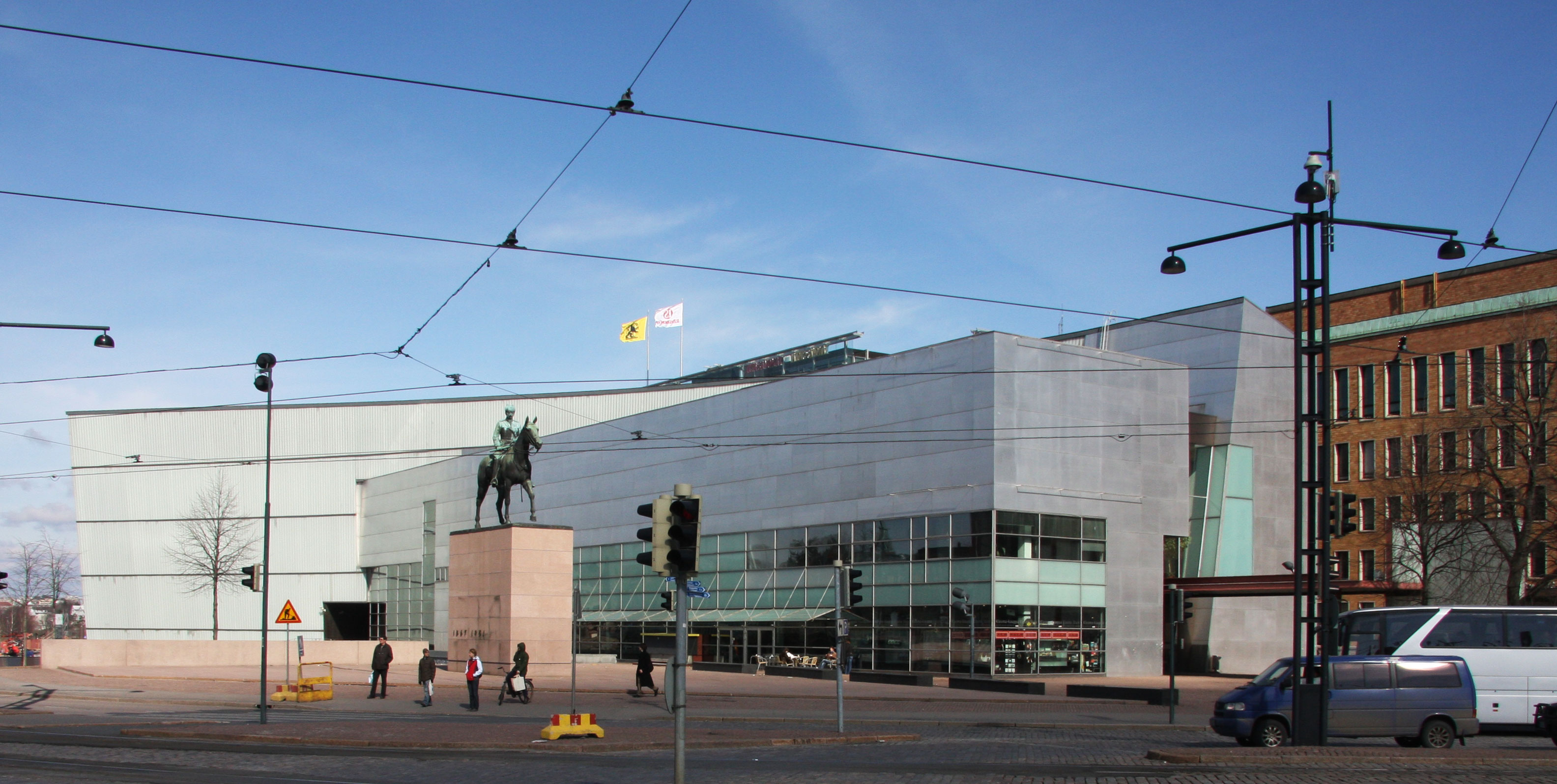
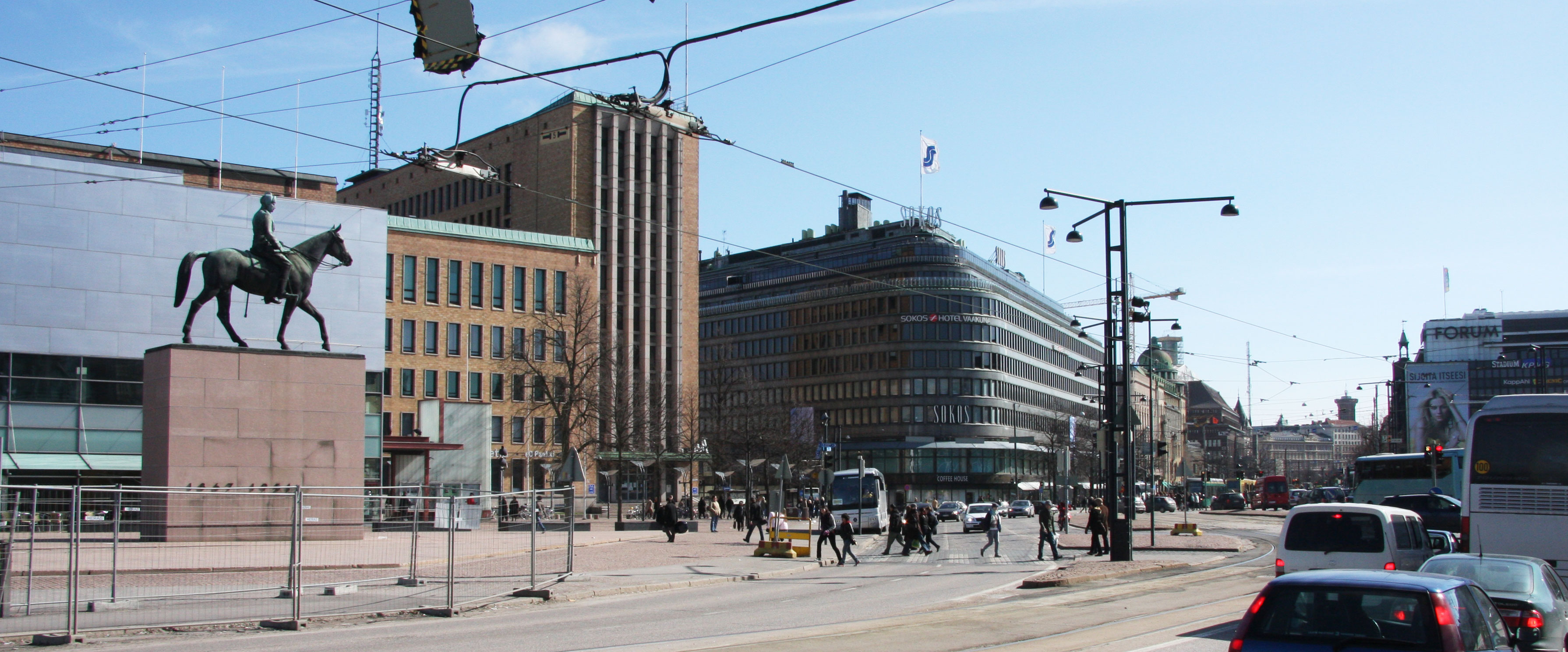